# Manolsko Konare, Plovdiv
Manolsko Konare (în bulgară Манолско Конаре) este un sat în comuna Marița, regiunea Plovdiv,  Bulgaria. 

## Demografie
Componența etnică a satului Manolsko Konare
     Bulgari (85,83%)
     Romi (13,03%)
     Nicio identificare (1,13%)
     Altele (0%)
La recensământul din 2011, populația satului Manolsko Konare era de 706 locuitori. Din punct de vedere etnic, majoritatea locuitorilor (85,83%) erau bulgari, cu o minoritate de romi (13,03%). Pentru 1,13% din locuitori nu este cunoscută apartenența etnică.